# 2004 ER95
2004 EQ95, também escrito como 2004 ER95, é um objeto transnetuniano que está localizado no Cinturão de Kuiper, uma região do Sistema Solar. Ele possui uma magnitude absoluta de 6,3 e tem um diâmetro estimado com 242 km.

## Descoberta
2004 EQ95 foi descoberto no dia 15 de março de 2004 pelo astrônomo Marc W. Buie.

## Órbita
A órbita de 2004 EQ95 tem uma excentricidade de 0,159 e possui um semieixo maior de 44,480 UA. O seu periélio leva o mesmo a uma distância de 37,403 UA em relação ao Sol e seu afélio a 51,556 UA.